# Tim Norell
Tim Arnold Norell, född 25 oktober 1955 i Älvsjö i Brännkyrka församling, död 16 december 2023 i Stockholms län, var en svensk låtskrivare.

## Arbetsliv

### Secret Service
Tim Norell startade sin karriär genom att tillsammans med Ola Håkansson och Ulf Wahlberg grunda den svenska syntpopgruppen Secret Service. Med gruppen skrev han  internationella hits som "Oh, Susie", "Ten O'clock Postman" och "Flash In The Night".

### Låtskrivare
Efter Secret Service fortsatte han som en av medlemmarna i låtskrivartrion Norell Oson Bard. Norell skrev musiken och Ola Håkansson, oftast tillsammans med Alexander Bard, gjorde texter till hans melodier.
Norell och Ola Håkansson tillsammans med Anders Hansson producerade hits med artister som Jerry Williams, Lena Ph, Agnetha Fältskog, Tommy Nilsson, Tone Norum, Lili & Susie, Ankie Bagger, The Boppers, Andreas Lundstedt, Lisa Nilsson, Troll och Jakie Quartz. År 1986 skrev och producerade de –  inför Faluns ansökan om Vinter-OS 1992 – två duetter med Agnetha Fältskog från Abba och Ola Håkansson, "The Way You Are" och "Fly Like The Eagle". Falun fick inte Vinter-OS men låtarna blev däremot stora hits.[källa behövs]
Norell deltog flera gånger i Melodifestivalen. År 1989 skrev han vinnarlåten "En Dag" tillsammans med Håkansson och Bard. Låten framfördes av Tommy Nilsson. De tre deltog i samma tävling även med låten "Okey Okey" som framfördes av Lili & Susie. Låten slutade på fjärde plats. Tidigare hade Norell 1987 (med text av Oson/Thyren) kommit femma i tävlingen. Detta genom "Dansa I Neon" som framfördes av Lena Philipsson. År 1996 kom Andreas Lundstedt på andra plats med "Driver Dagg Faller Regn" (Norell/Oson/Bard).
Norell var bosatt i trakterna av Leksand i Dalarna och verksam med att skriva såväl låtar som musikaler och uppträdde mestadels utomlands med en scenversion av sitt band Secret Service.
År 2018 skrev Tim Norell "I Won't Cry" med text av Håkansson och Bard. Den sjöngs in av den vitryska artisten Gunesh i produktion av Anders Hansson, och kom tvåa i Belarus Eurovision-uttagning.

## Låtar (urval)
- "Oh Susie" - Secret Service
- "Ten O'Clock Postman" - Secret Service
- "Flash In The Night" - Secret Service
- "Ye-si-ca" - Secret Service
- "L.A.Goodbye" - Secret Service
- "Cry softly" - Secret Service
- "Broken Hearts" - Secret Service
- "Let Us Dance Just A Little Bit More" - Secret Service
- "Dansa i neon" - Lena Philipsson
- "The Way You Are" - Agnetha Fältskog & Ola Håkansson
- "Fly Like The Eagle" - Agnetha Fältskog & Ola Håkansson
- "Allt Som Jag Känner" - Tommy Nilsson & Tone Norum
- "En dag" - Tommy Nilsson
- "Time" - Tommy Nilsson & Zemya Hamilton
- "Oh Mama" - Lili & Susie
- "What's the Colour of Love" - Lili & Susie
- "Okey Okey" -  Lili & Susie
- "We Were Only Dancing" - Lili & Susie
- "Varje Liten Droppe Regn" - Herreys
- "Every Time When We're Together" - Pernilla Wahlgren
- "Vivre Ailleurs" - Jakie Quarts
- "People Say It's In The Air" - Ankie Bagger
- "Where Were You Last Night" - Ankie Bagger
- "It Started with a Love Affair" - Jerry Williams
- "Who's Gonna Follow You Home?" - Jerry Williams
- "Jeannie's Coming Home" - The Boppers
- "Gonna Find My Angel" - The Boppers
- "Kissing In The Moonlight" - The Boppers
- "Jimmy Dean" - Troll
- "How Could I Live Without You" - Lisa Nilsson
- "S.t Paul de Vence" - Annica Boller
- "Lit De Parade" - Army of Lovers
- "Give My Life" - Army of Lovers
- "Driver Dagg Faller Regn" - Andreas Lundstedt
- "En Blick och Nånting Händer" - Lasse Stefanz